# Arne Ottosson
Lars Arne Ottosson, född 12 februari 1951 i Gnosjö församling i Jönköpings län, är en svensk moderat politiker. Han var ordförande för kommunstyrelsen i Gnosjö kommun från den 1 januari 2011 till den 31 mars 2017.
Den 16 januari 2017 meddelade han sin avgång från uppdrag som kommunstyrelsens ordförande. Han avgick formellt den 31 mars 2017. Han efterträddes av Kristine Hästmark.
Han är sedan 1975 gift med Britta Karlsson (född 1947).